# Тајсон Ритер
Тајсон Џеј Ритер (енгл. Tyson Jay Ritter; рођен 24. априла 1984) је певач и басиста рок бенда The All-American Rejects. Рођен је у Стилвотеру, Оклахома. Средњу школу завршио је у Стилвотеру. Поседује сопствену линију одеће "BUTTER... the clothes". Песма "Move Along" његовог бенда освојила је две награде на МТВ-јевим Музичким наградама 2006. године.